# Club de los 27

Un grafiti en Tel Aviv añade al pintor Jean-Michel Basquiat —tercero desde la derecha— a los Seis Grandes, ordenados cronológicamente de izquierda a derecha: Brian Jones, Jimi Hendrix, Janis Joplin, Jim Morrison, Kurt Cobain y Amy Winehouse

El Club de los 27 —también Club 27; generalmente 27 Club o Club Forever 27 en inglés— es un término utilizado, con diferentes grados de definición, para describir a un grupo de músicos que fallecieron a los 27 años. Estos músicos provenían principalmente del rock y el blues y murieron por causas autodestructivas, como el abuso de drogas y el suicidio. El Club de los 27 se asocia a menudo con la idea de que esta edad es particularmente peligrosa para los músicos.  
El núcleo más cercano y siempre inclusivo del club está formado por cuatro famosos músicos estadounidenses: Jimi Hendrix, Janis Joplin y Jim Morrison, fallecido a principios de la década de 1970, así como Kurt Cobain, tras cuya muerte en 1994 se formuló por primera vez el concepto del «Club de los 27» y obtuvo un reconocimiento más amplio. Suelen incluirse dos británicos: Brian Jones (f. 1969), quien se convirtió así en el primer «miembro» del club, y Amy Winehouse, quien tras su fallecimiento en 2011 contribuyó a popularizar el término «Club 27». Estos seis también son conocidos como los Seis Grandes del club en el contexto de las diversas expansiones, o se les identifica como sus miembros principales. Jones sigue omitido en algunas listas centradas en Estados Unidos, algunas de las cuales incluyen al músico de blues Robert Johnson (f. 1938) como sexto —o séptimo— miembro.
Varias listas añaden a otros músicos a su discreción, incluyendo a menudo a los estadounidenses Alan Wilson (f. 1970), Ron McKernan (f. 1973) y Kristen Pfaff (f. 1994), así como a los galeses Pete Ham (f. 1975) y Richey James Edwards —desaparecido en 1995—. En sentido amplio, el club incluye a todos los músicos conocidos que fallecieron a esta edad. Muchas listas amplían el club para incluir a otras «estrellas»: actores —como Anton Yelchin, f. 2016— y otros artistas —como el pintor Jean-Michel Basquiat, f. 1988—, y en ocasiones, atletas y otras celebridades.
Ya se han dedicado varias exposiciones al club, y además de la distribución de artículos promocionales, también se han publicado novelas, películas y obras de teatro sobre el tema. Diversas teorías y especulaciones rodean las causas de estas muertes prematuras y sus posibles conexiones. Otras fuentes, incluidas las basadas en estudios estadísticos, describen la agrupación de las muertes de músicos a los 27 años como un mito basado en la percepción selectiva.

## Historia
Brian Jones, Jimi Hendrix, Janis Joplin y Jim Morrison fallecieron entre 1969 y 1971, y las muertes de Jones —3 de julio de 1969— y Morrison —3 de julio de 1971— ocurrieron exactamente en un lapso de dos años. Sin embargo, inicialmente, el público general no relacionó la edad de fallecimiento de ambos. La conexión se mencionó ocasionalmente, pero permaneció como una nota marginal sin que se estableciera un «club». Por ejemplo, la periodista Nesta Roberts escribió en septiembre de 1971 en un reportaje sobre la tumba de Jim Morrison, venerada por sus fans:

Al igual que Brian Jones, Janis Joplin y Jimi Hendrix, y a la misma edad, 27 años, fue encontrado muerto. En qué proporción el alcohol, las drogas y la desesperación contribuyeron respectivamente a esas muertes, cada uno puede juzgar por sí mismo.
Nesta Roberts en The Guardian el 10 de septiembre de 1971.

Fue solo con la muerte de Kurt Cobain, casi dos décadas y media después de los demás, que la idea del «Club de los 27» se popularizó en la percepción pública. El biógrafo de Hendrix y Cobain, Charles R. Cross, atribuye esto en parte a la creciente importancia de los medios de comunicación —en concreto, internet, la televisión y revistas— y en parte a una entrevista de la madre de Cobain. Ella le había dicho a un periodista del periódico The Daily World de Aberdeen:

Ahora se ha ido y se ha unido a ese estúpido club. Le dije que no se uniera a ese estúpido club.
Wendy Fradenburg Cobain O’Connor, entrevista citada de Heavier Than Heaven.

En el obituario del New York Times, el autor Timothy Egan aludió a la cita como «estrellas del rock como Jimi Hendrix, Janis Joplin y Jim Morrison, quienes murieron jóvenes tras tener problemas con las drogas». Egan no mencionó la edad de fallecimiento, 27 años. Cross también sospecha que la madre de Cobain se refería a Hendrix, Joplin y Morrison, específicamente a la edad que compartían al morir; otros autores comparten su opinión. En cambio, Josh Hunter y Eric Segalstad, autores de un libro de no ficción sobre los «27», suponen que se refiere a una parte trágica de la historia familiar: dos tíos y un tío abuelo de Kurt también se habían suicidado.
La cita se publicó en la edición del 18 de abril de 1994 de Newsweek, fue difundida mundialmente por Associated Press, comentada por locutores de radio y tuvo eco en foros de internet y, posteriormente, en blogs. Surgieron teorías, como la de que Cobain se suicidó deliberadamente a los 27 años para poder unirse al club. Sin embargo, la popularidad del club fue limitada por el momento. Unos dos meses después, Kristen Pfaff, bajista de Hole, la banda grunge de Courtney Love, esposa de Cobain, también falleció por sobredosis a los 27 años. El Seattle Times dedicó varios artículos a esta muerte y sus consecuencias, mencionando también su edad, pero no un club de 27 años.
En los años siguientes, la popularidad del club creció; tras el cambio de milenio, esto también se debió a las biografías que Cross escribió de Cobain —publicadas en 2001— y Hendrix —2006—, y a su afirmación de 2007 de que se había producido un claro aumento estadístico en el número de músicos que morían a los 27 años. A finales de la década de 2000, ya había una amplia cobertura en la cultura popular con películas, libros y exposiciones sobre el tema. El club también se mencionó en debates sobre otros temas, como un libro sobre la contracultura juvenil. El 2 de diciembre de 2009, el tabloide digital TMZ.com publicó el titular Britney Defeats Curse You Didn't Know Existed; por lo tanto, el periódico no dio por sentado que el Club de los 27 fuera ampliamente conocido. Esto aumentó dramáticamente con la cobertura de la muerte de Amy Winehouse en 2011.

## Personas del «Club de los 27»
El «Club de los 27» no ha recibido una definición generalmente aceptada desde la muerte de Cobain, por lo que existen diversas opiniones sobre quiénes pertenecen a él. Antes del fallecimiento de Winehouse, se solía mencionar a los otros cinco músicos mencionados, en el sentido más estricto, limitándose a los músicos estadounidenses, excluyendo así a Jones. Alternativamente, se incluyen otros músicos, a menudo por ejemplo, Robert Johnson.
En el sentido más amplio, se incluyen todos los músicos conocidos y, en ocasiones, otros artistas que fallecieron a los 27 años. Según diversas fuentes, esta edad de fallecimiento es particularmente común entre los músicos de éxito, pero esto es muy controvertido según estudios estadísticos.

### Miembros principales
Los siguientes seis músicos aparecen en todas o en la mayoría de las listas como pertenecientes al Club de los 27:
| Foto | Nombre        | Fallecimiento            | Edad y tiempo      | Causa de muerte                                                                         | Papel en la música/arte                                                    |
| ---- | ------------- | ------------------------ | ------------------ | --------------------------------------------------------------------------------------- | -------------------------------------------------------------------------- |
|      | Brian Jones   | 3 de julio de 1969       | 27 años y 125 días | Se ahogó en una piscina. No se han determinado las circunstancias exactas de la muerte. | Miembro fundador de los Rolling Stones, guitarrista y multiinstrumentista. |
|      | Jimi Hendrix  | 18 de septiembre de 1970 | 27 años y 295 días | Se atragantó con vómito tras una sobredosis de alcohol y pastillas para dormir.         | Guitarrista de rock, cantante y compositor.                                |
|      | Janis Joplin  | 4 de octubre de 1970     | 27 años y 258 días | Sobredosis de heroína.                                                                  | Cantante principal y compositora de varias bandas de rock y blues.         |
|      | Jim Morrison  | 3 de julio de 1971       | 27 años y 207 días | Insuficiencia cardíaca. No se han determinado las circunstancias exactas de la muerte.  | Cantante, compositor y director de vídeos de The Doors.                    |
|      | Kurt Cobain   | 5 de abril de 1994       | 27 años y 44 días  | Suicidio con arma de fuego bajo efectos de drogas.                                      | Cantante, compositor y guitarrista de Nirvana.                             |
|      | Amy Winehouse | 23 de julio de 2011      | 27 años y 312 días | Intoxicación etílica.                                                                   | Cantante y compositora de soul.                                            |

## Estudios científicos
De acuerdo al biógrafo musical Charles R. Cross, «la cantidad de músicos que fallecieron a los 27 años es realmente notable desde cualquier punto de vista. Aunque los humanos mueren regularmente a todas las edades, hay un pico estadístico para los músicos que mueren a los 27».
A pesar de la importancia cultural que se le da a las muertes de músicos y celebridades a los 27 años, la afirmación de que son estadísticamente más comunes a esta edad es un mito urbano, refutado por la investigación científica.
Un estudio realizado por académicos universitarios publicado en la revista médica British Medical Journal en diciembre de 2011 concluyó que no hubo un aumento en el riesgo de muerte para los músicos a los 27 años de edad, afirmando que hubo aumentos igualmente pequeños a las edades de 25 y 32. El estudio señaló que los músicos adultos jóvenes (20 a 40 años) tienen una tasa de mortalidad más alta que el resto de la población en el mismo rango de edad, y se supone que «la fama puede aumentar el riesgo de muerte entre los músicos, pero este riesgo no se limita a los 27 años». Los criterios de selección de los músicos incluidos en el estudio, basados en haber marcado un álbum en el puesto número 1 de popularidad en el Reino Unido entre 1956 y 2007, excluyeron a varios miembros notables del club de los 27, incluidos Hendrix, Joplin, Morrison, Pete Ham y Ron «Pigpen» McKernan.
Un artículo publicado en 2014 por The Conversation, sugirió que la evidencia estadística muestra que los músicos populares tienen más probabilidades de morir a los 56 años (2,2 % en comparación con el 1,3 % a los 27).

## En la cultura popular

### Música
- El nombre de la canción «27» de Fall Out Boy, de su álbum Folie à Deux lanzado en 2008 es una referencia al club. La letra explora los estilos de vida hedonistas comunes en el rock and roll. Pete Wentz, el letrista principal de Fall Out Boy, escribió la canción porque sintió que estaba viviendo un estilo de vida igualmente peligroso.[33]
- La canción «28» de John Craigie, que apareció en su álbum Montana Tale lanzado en 2009, y en el álbum en vivo de 2018 Opening for Steinbeck, está escrita desde la perspectiva de los miembros del Club de los 27, Jim Morrison, Janis Joplin y Kurt Cobain, mientras cada uno contempla su respectiva mortalidad e imagina lo que harían de manera diferente «si tan solo hubieran podido haber llegado a los veintiocho».[34][35] Craigie escribió la canción cuando él mismo tenía 27 años.[36]
- Se hace referencia a este tema en la canción «27 Forever» de Eric Burdon, realizada para su álbum 'Til Your River Runs Dry lanzado en 2013.[37]
- La banda Letlive presentó su canción llamada «27 Club» en su álbum de 2013, The Blackest Beautiful.[38]
- En 2013 la banda galesa Magenta lanzó su álbum de estudio titulado The Twenty Seven Club, el cual hace referencia directa al club. Cada una de las pistas del mismo es un tributo a un miembro del club.[39]
- El rapero Watsky hace referencia al club en su canción «All You Can Do», lanzada en 2014, en la que una parte de la letra dice: «Traté de unirme al Club de los 27; me echaron».[40] La canción luego hace referencia a algunos miembros famosos del club, nombrando a Amy Winehouse, Janis Joplin, Jimi Hendrix, Kurt Cobain, Jim Morrison, y Brian Jones.
- La canción «Brand Name», lanzada en 2015 por Mac Miller, contiene en su lírica lo siguiente: «To everyone who sell me drugs: Don't mix it with that bullshit; I'm hoping not to join the 27 Club» («A todos los que me venden droga: No lo mezclen con esa mierda; Espero no unirme al Club 27»).[41] Miller falleció a los 26 años de edad, después de consumir unas píldoras falsificadas de oxicodona que contenían fentanilo.[42]
- La canción «27 Club» de Ivy Levan, lanzada como sencillo promocional para su álbum No Good de 2015, hace referencia al club.[43]
- La canción de la banda finlandesa Blind Channel «Dark Side», para la participación para el Festival de la Canción de Eurovisión 2021, incluye la letra "Como el Club 27, foto en la cabeza, no queremos crecer".[44]
- La canción «El club de los 27», interpretada por Charly García y David Lebón, fue estrenada en 2024 para su álbum La lógica del escorpión, misma en la que mencionaron a integrantes del club como Brian Jones y Kurt Cobain.[45][46]
- La canción "El club de los 27" de Mda, publicada en 2025, donde se menciona a los miembros del club, contribuye a la mitificación actual del mismo.

### Videojuegos
- En el videojuego Hitman, lanzado en 2016, una de las misiones del juego con el nombre Club de los 27, consiste en matar a un músico independiente que celebra su cumpleaños número 27.[47]

### Cómics
- El dibujante Luke McGarry creó la serie de cómics Club de los 27 para la revista MAD, debutando en el primer número de su relanzamiento en 2018.[48] Los cómics presentaban a Jimi Hendrix, Janis Joplin, Brian Jones, Robert Johnson, Amy Winehouse, Jim Morrison, y Kurt Cobain como estrellas pop paranormales que descendían del cielo del rock and roll para salvar el planeta con la ayuda del médium Keith Richards. La serie continuó en números posteriores hasta que Potrzebie Comics (la sección en la que apareció el cómic) se retiró tras el cambio de formato de la revista en 2019 a la reimpresión de artículos clásicos para la mayoría de los números nuevos.

## Miembros identificados
Debido a que el Club de los 27 es totalmente teórico, no existe una membresía oficial. La siguiente tabla lista a las personas descritas explícitamente como «miembros» del Club de los 27 por periodistas y escritores en varios libros y publicaciones. 
Algunas muertes relacionadas con el Club de los 27 son anteriores a su surgimiento como fenómeno cultural. El músico de blues Robert Johnson, que murió en 1938, es uno de los primeros músicos populares incluidos en diversas fuentes.
A pesar de la asociación original del club con la muerte de músicos populares, fuentes posteriores comenzaron a vincular a actores, artistas, atletas, y otras celebridades con el Club de los 27. Rolling Stone incluyó al actor de televisión Jonathan Brandis, que se suicidó en 2003. Anton Yelchin, que se desempeñó como músico en una banda de punk rock pero que era conocido principalmente por ser actor de cine, también fue descrito como miembro del club tras su muerte en 2016. Asimismo, Jean-Michel Basquiat ha estado vinculado al club a pesar de ser más conocido como pintor, siendo su carrera musical relativamente breve y de poco éxito.
| Nombre                    | Nacimiento               | Fallecimiento            | Causa de muerte oficial | Ocupación | Ref.                          |
| ------------------------- | ------------------------ | ------------------------ | --- | --- | ----------------------------- |
| Mariano José de Larra     | 24 de marzo de 1809      | 13 de febrero de 1837    | Suicidio por arma de fuego | Escritor | [ 53 ]                        |
| Joseph Merrick            | 5 de agosto de 1862      | 11 de abril de 1890      | Muerte accidental provocada por su condición, que le causó asfixia y un cuello dislocado, que probablemente cortó sus arterias vertebrales | Hombre que padeció síndrome de Proteus, que obtuvo fama al unirse al circo y aparecer en espectáculos de fenómenos | [ 56 ]                        |
| Alexandre Levy            | 19 de noviembre de 1864  | 17 de enero de 1892      | Desconocida | Compositor, pianista y director de orquesta                                                                        | [ 57 ]                        |
| Louis Chauvin             | 13 de marzo de 1881      | 26 de marzo de 1908      | Esclerosis neurosifilítica | Pianista de ragtime                                                                                                | [ 57 ]                        |
| Georg Trakl               | 3 de febrero de 1887     | 3 de noviembre de 1914   | Sobredosis | Poeta | [ 58 ]                        |
| Rupert Brooke             | 3 de agosto de 1887      | 23 de abril de 1915      | Sepsis | Poeta | [ 59 ]                        |
| Henry Moseley             | 23 de noviembre de 1887  | 10 de agosto de 1915     | Herida por arma de fuego | Físico, químico y militar                                                                                          | [ 60 ]                        |
| Robert Johnson            | 8 de mayo de 1911        | 16 de agosto de 1938     | Desconocida | Cantante, compositor y guitarrista de blues                                                                        | [ 23 ] [ 61 ]                 |
| Gazi I de Irak            | 21 de marzo de 1912      | 4 de abril de 1939       | Accidente de tráfico / probable asesinato                                                                                                  | Rey de Irak de 1933 a 1939                                                                                         | [ 56 ]                        |
| Nat Jaffe                 | 1 de enero de 1918       | 5 de agosto de 1945      | Complicaciones por hipertensión arterial                                                                                                   | Pianista de swing                                                                                                  | [ 57 ]                        |
| Bob Gordon                | 11 de junio de 1928      | 28 de agosto de 1955     | Accidente de tráfico | Saxofonista | [ 56 ]                        |
| Camilo Cienfuegos         | 6 de febrero de 1932     | 28 de octubre de 1959    | Accidente de aviación / posible asesinato                                                                                                  | Militar | [ 62 ]                        |
| Jesse Belvin              | 15 de diciembre de 1932  | 6 de febrero de 1960     | Accidente de tránsito | Cantante, pianista y compositor de R&B                                                                             | [ 57 ]                        |
| Cheíto González           | 21 de enero de 1935      | 10 de diciembre de 1962  | Sobredosis de sustancias | Cantante de boleros                                                                                                | [ 56 ] [ 63 ] [ 64 ]          |
| Rudy Lewis                | 23 de agosto de 1936     | 20 de mayo de 1964       | Sobredosis | Vocalista de The Drifters                                                                                          | [ 65 ]                        |
| Joe Henderson             | 24 de abril de 1937      | 24 de abril de 1964      | Infarto agudo de miocardio | Cantante de R&B y góspel                                                                                           | [ 66 ]                        |
| Malcolm Hale              | 17 de mayo de 1941       | 30 de octubre de 1968    | Intoxicación por monóxido de carbono | Guitarrista de la banda Spanky and Our Gang                                                                        | [ 57 ]                        |
| Dickie Pride              | 21 de octubre de 1941    | 26 de marzo de 1969      | Sobredosis | Cantante de rock and roll                                                                                          | [ 67 ]                        |
| Brian Jones               | 28 de febrero de 1942    | 3 de julio de 1969       | Ahogamiento | Guitarrista y multinstrumentista de la banda de rock The Rolling Stones                                            | [ 57 ] [ 71 ] [ 72 ] [ 73 ]   |
| Alexandra                 | 19 de mayo de 1942       | 31 de julio de 1969      | Accidente de tráfico | Cantante, guitarrista y compositora de schlager                                                                    | [ 74 ]                        |
| Soledad Miranda           | 9 de julio de 1943       | 18 de agosto de 1970     | Accidente de tráfico | Actriz y cantante                                                                                                  |                               |
| Alan Wilson               | 4 de julio de 1943       | 3 de septiembre de 1970  | Sobredosis de barbitúricos, posible suicidio                                                                                               | Cantante, Guitarrista y compositor de la banda de rock Canned Heat                                                 | [ 23 ] [ 57 ]                 |
| Jimi Hendrix              | 27 de noviembre de 1942  | 18 de septiembre de 1970 | Asfixia por consumo de drogas | Guitarrista, cantante y compositor de rock                                                                         | [ 57 ] [ 75 ]                 |
| Janis Joplin              | 19 de enero de 1943      | 4 de octubre de 1970     | Sobredosis | Cantante y compositora de diversas bandas de rock y blues                                                          | [ 57 ] [ 76 ] [ 77 ]          |
| Arlester «Dyke» Christian | 13 de junio de 1943      | 13 de marzo de 1971      | Asesinato | Cantante y bajista de la banda Dyke & the Blazers                                                                  | [ 57 ]                        |
| Jim Morrison              | 8 de diciembre de 1943   | 3 de julio de 1971       | Insuficiencia cardíaca | Cantante y compositor de la banda The Doors                                                                        | [ 57 ] [ 78 ]                 |
| Leslie Harvey             | 14 de septiembre de 1944 | 3 de mayo de 1972        | Electrocución | Guitarrista en varias bandas escocesas, notablemente para Stone the Crows                                          | [ 57 ] [ 79 ]                 |
| Linda Jones               | 14 de diciembre de 1944  | 14 de marzo de 1972      | Complicaciones derivadas de la diabetes | Cantante de soul                                                                                                   | [ 80 ]                        |
| Freddy Molina             | 4 de agosto de 1945      | 14 de octubre de 1972    | Asesinato | Compositor de música vallenata                                                                                     | [ 81 ]                        |
| Ron «Pigpen» McKernan     | 8 de septiembre de 1945  | 8 de marzo de 1973       | Hemorragia gastrointestinal | Cantante y teclista de la banda de rock Grateful Dead                                                              | [ 61 ] [ 23 ]                 |
| Roger Lee Durham          | 14 de febrero de 1946    | 27 de julio de 1973      | Lesiones por caerse de un caballo | Cantante y percusionista de la banda Bloodstone                                                                    | [ 57 ]                        |
| Pamela Courson            | 22 de diciembre de 1946  | 25 de abril de 1974      | Sobredosis | Novia de Jim Morrison y heredera de su patrimonio                                                                  | [ 49 ] [ 82 ] [ 83 ]          |
| Wallace Yohn              | 12 de enero de 1947      | 12 de agosto de 1974     | Accidente de aviación | Teclista de la banda Chase                                                                                         | [ 57 ]                        |
| Pete Ham                  | 27 de abril de 1947      | 24 de abril de 1975      | Suicidio por ahorcamiento | Cantante, teclista, guitarrista y compositor de Badfinger                                                          | [ 57 ] [ 56 ]                 |
| Dave Alexander            | 3 de junio de 1947       | 10 de febrero de 1975    | Edema pulmonar | Bajista de la banda The Stooges                                                                                    | [ 57 ] [ 56 ]                 |
| Gary Thain                | 15 de mayo de 1948       | 15 de diciembre de 1975  | Sobredosis de heroína | Bajista de las bandas de rock Uriah Heep y Keef Hartley Band                                                       | [ 57 ] [ 56 ]                 |
| Cecilia                   | 11 de octubre de 1948    | 2 de agosto de 1976      | Accidente de tráfico | Cantante y compositora                                                                                             | [ 84 ] [ 85 ]                 |
| Helmut Köllen             | 2 de marzo de 1950       | 3 de mayo de 1977        | Envenenamiento por monóxido de carbono | Cantante y bajista de la banda Triumvirat                                                                          | [ 57 ]                        |
| Chris Bell                | 25 de enero de 1951      | 27 de diciembre de 1978  | Accidente de tráfico | Cantante, guitarrista y compositor de la banda Big Star                                                            | [ 23 ] [ 57 ] [ 61 ]          |
| Bobby Sands               | 9 de marzo de 1954       | 5 de mayo de 1981        | Inanición | Político | [ 60 ]                        |
| Félix Sordo               | 1958                     | 19 de septiembre de 1985 | Politraumatismo provocado por el terremoto de México de 1985                                                                               | Periodista | [ 86 ]                        |
| D. Boon                   | 1 de abril de 1958       | 22 de diciembre de 1985  | Accidente de tráfico | Cantante y guitarrista de la banda de punk Minutemen                                                               | [ 23 ] [ 57 ]                 |
| Michael Strunge           | 19 de junio de 1958      | 9 de marzo de 1986       | Suicidio por salto | Poeta | [ 87 ]                        |
| Michael Rudetsky          | 23 de enero de 1959      | 6 de agosto de 1986      | Sobredosis de heroína | Tecladista del grupo de new romantic Culture Club                                                                  | [ 88 ]                        |
| Aleksandr Bashlachov      | 27 de mayo de 1960       | 17 de febrero de 1988    | Caída desde altura, posible suicidio | Poeta, cantautor y guitarrista de rock ruso                                                                        | [ 84 ]                        |
| Jean-Michel Basquiat      | 22 de diciembre de 1960  | 12 de agosto de 1988     | Sobredosis de heroína | Pintor, artista de grafiti y músico                                                                                | [ 61 ] [ 65 ]                 |
| Pete de Freitas           | 2 de agosto de 1961      | 14 de junio de 1989      | Accidente de tráfico | Baterista de la banda Echo & the Bunnymen                                                                          | [ 57 ]                        |
| Chris Austin              | 24 de febrero de 1964    | 16 de marzo de 1991      | Accidente de aviación | Cantante y guitarrista / violinista para Reba McEntire                                                             | [ 89 ]                        |
| Mia Zapata                | 8 de agosto de 1965      | 7 de julio de 1993       | Asesinato | Cantante y líder de la banda The Gits                                                                              | [ 23 ] [ 57 ] [ 61 ]          |
| Reggie Lewis              | 21 de noviembre de 1965  | 23 de julio de 1993      | Infarto agudo de miocardio | Jugador de baloncesto                                                                                              | [ 90 ]                        |
| Kurt Cobain               | 20 de febrero de 1967    | c. 5 de abril de 1994    | Suicidio por arma de fuego | Cantante, guitarrista y compositor de la banda Nirvana                                                             | [ 57 ] [ 76 ] [ 91 ]          |
| Kristen Pfaff             | 26 de mayo de 1967       | 16 de junio de 1994      | Sobredosis de heroína | Bajista de las bandas Hole y Janitor Joe                                                                           | [ 23 ] [ 61 ]                 |
| Andrés Escobar            | 13 de marzo de 1967      | 2 de julio de 1994       | Asesinato | Futbolista | [ 92 ] [ 93 ] [ 94 ]          |
| Richey James Edwards      | 22 de diciembre de 1967  | c. febrero de 1995       | Desaparecido cerca de un lugar de suicidio; declarado muerto posteriormente                                                                | Liricista y guitarrista de la banda Manic Street Preachers                                                         | [ 57 ] [ 56 ]                 |
| Stretch                   | 8 de abril de 1968       | 30 de noviembre de 1995  | Asesinato | Rapero | [ 80 ] [ 95 ]                 |
| Fat Pat                   | 4 de diciembre de 1970   | 3 de febrero de 1998     | Asesinato | Rapero y miembro del grupo Screwed Up Click                                                                        | [ 57 ]                        |
| Freaky Tah                | 14 de mayo de 1971       | 28 de marzo de 1999      | Asesinato | Rapero y miembro del grupo de hip hop Lost Boyz                                                                    | [ 23 ] [ 57 ] [ 61 ]          |
| Kami                      | 1 de febrero de 1972     | 21 de junio de 1999      | Hemorragia subaracnoidea | Baterista de la banda de rock Malice Mizer                                                                         | [ 96 ]                        |
| Rodrigo Bueno             | 24 de mayo de 1973       | 24 de junio de 2000      | Accidente de tráfico | Cantante de cuarteto                                                                                               | [ 56 ] [ 84 ]                 |
| Sean McCabe               | 13 de noviembre de 1972  | 28 de agosto de 2000     | Asfixia | Cantante de la banda Ink & Dagger                                                                                  | [ 57 ]                        |
| Thuy Trang                | 14 de diciembre de 1973  | 3 de septiembre de 2001  | Accidente de tráfico | Actriz survietnamitaestadounidense                                                                                 | [ 97 ]                        |
| María Serrano-Serrano     | 26 de noviembre de 1973  | 24 de noviembre de 2001  | Accidente de aviación (vuelo 3597 de Crossair)                                                                                             | Corista del grupo Passion Fruit                                                                                    | [ 57 ]                        |
| Rico Yan                  | 14 de marzo de 1975      | 29 de marzo de 2002      | Pancreatitis aguda | Actor | [ 61 ]                        |
| Jeremy Ward               | 5 de mayo de 1976        | 25 de mayo de 2003       | Sobredosis de heroína | Técnico de Sonido de las bandas De Facto y The Mars Volta                                                          | [ 57 ]                        |
| Jonathan Brandis          | 13 de abril de 1976      | 12 de noviembre de 2003  | Suicidio por ahorcamiento | Actor | [ 61 ]                        |
| Pat Tillman               | 6 de noviembre de 1976   | 22 de abril de 2004      | Herida por arma de fuego | Jugador de fútbol americano y militar                                                                              | [ 90 ]                        |
| Lea De Mae                | 26 de diciembre de 1976  | 9 de diciembre de 2004   | Glioblastoma | Actriz pornográfica                                                                                                | [ 56 ]                        |
| Bryan Ottoson             | 18 de marzo de 1978      | 19 de abril de 2005      | Sobredosis de medicamentos | Guitarrista de la banda American Head Charge                                                                       | [ 57 ]                        |
| Trigo de Jesús Figueroa   | 25 de junio de 1979      | 27 de agosto de 2006     | Asesinato | Jefe de seguridad e hijo del cantante Joan Sebastián                                                               | [ 86 ]                        |
| Valentín Elizalde         | 1 de febrero de 1979     | 25 de noviembre de 2006  | Asesinato | Cantante de regional mexicano                                                                                      | [ 57 ] [ 56 ]                 |
| Jade Goody                | 5 de junio de 1981       | 22 de marzo de 2009      | Cáncer cervical | Celebridad de televisión                                                                                           | [ 51 ] [ 98 ]                 |
| Johnny Palermo            | 12 de marzo de 1982      | 8 de junio de 2009       | Accidente de tráfico | Actor | [ 99 ]                        |
| Dash Snow                 | 27 de julio de 1981      | 13 de julio de 2009      | Sobredosis | Artista | [ 100 ] [ 101 ]               |
| Amy Winehouse             | 14 de septiembre de 1983 | 23 de julio de 2011      | Intoxicación etílica | Cantante y compositora                                                                                             | [ 71 ] [ 76 ] [ 102 ] [ 103 ] |
| Richard Turner            | 30 de julio de 1984      | 11 de agosto de 2011     | Paro cardiorrespiratorio | Trompetista, colaborador de la banda Friendly Fires                                                                | [ 104 ]                       |
| Nicole Bogner             | 22 de marzo de 1984      | 6 de enero de 2012       | Enfermedad desconocida | Cantante de la banda Visions of Atlantis                                                                           | [ 105 ]                       |
| Christian Benítez         | 1 de mayo de 1986        | 29 de julio de 2013      | Paro cardiorrespiratorio | Futbolista | [ 106 ]                       |
| Caio Cardoso de Melo      | 28 de septiembre de 1988 | 30 de septiembre de 2015 | Homicidio | Actor de doblaje y policía                                                                                         | [ 107 ]                       |
| Anton Yelchin             | 11 de marzo de 1989      | 19 de junio de 2016      | Asfixia traumática accidental | Actor | [ 108 ] [ 61 ] [ 51 ]         |
| Kim Jong-hyun             | 8 de abril de 1990       | 18 de diciembre de 2017  | Suicidio por inhalación de monóxido de carbono                                                                                             | Cantante y liricista del grupo de k-pop Shinee                                                                     | [ 109 ] [ 110 ]               |
| Fredo Santana             | 4 de julio de 1990       | 19 de enero de 2018      | Enfermedad cardiovascular y epilepsia idiopática                                                                                           | Rapero | [ 111 ] [ 112 ]               |
| Tyler Skaggs              | 13 de julio de 1991      | 1 de julio de 2019       | Asfixia debido al consumo de drogas | Beisbolista y lanzador inicial                                                                                     | [ 102 ]                       |
| Benjamin Keough           | 27 de octubre de 1992    | 12 de julio de 2020      | Suicidio por arma de fuego | Músico; nieto de Elvis Presley, hijo de Lisa Marie Presley y hermano de Riley Keough                               | [ 113 ] [ 102 ] [ 114 ]       |
| Murda Killa               | 9 de marzo de 1993       | 13 de julio de 2020      | Ataque de asma provocado por la mezcla de alcohol y antidepresivos                                                                         | Rapero | [ 115 ]                       |
| Zelá Brambillé            | 8 de junio de 1994       | 4 de agosto de 2021      | COVID-19 | Escritora | [ 86 ]                        |
| Yoo Joo Eun               | 5 de mayo de 1995        | 29 de agosto de 2022     | Suicidio | Actriz | [ 116 ]                       |
| Walkie                    | 24 de mayo de 1995       | 30 de septiembre de 2022 | Suicidio | Rapero de freestyle                                                                                                | [ 117 ]                       |
| Julián Figueroa           | 27 de mayo de 1995       | 2 de abril de 2023       | Infarto agudo de miocardio y fibrilación ventricular                                                                                       | Cantante, actor y compositor                                                                                       | [ 118 ] [ 119 ]               |
| MohBad                    | 3 de enero de 1996       | 12 de septiembre de 2023 | Indeterminado | Rapero | [ 120 ]                       |
| Chance Perdomo            | 19 de octubre de 1996    | 30 de marzo de 2024      | Accidente de motocicleta | Actor | [ 121 ] [ 122 ]               |